# Annette Roeder

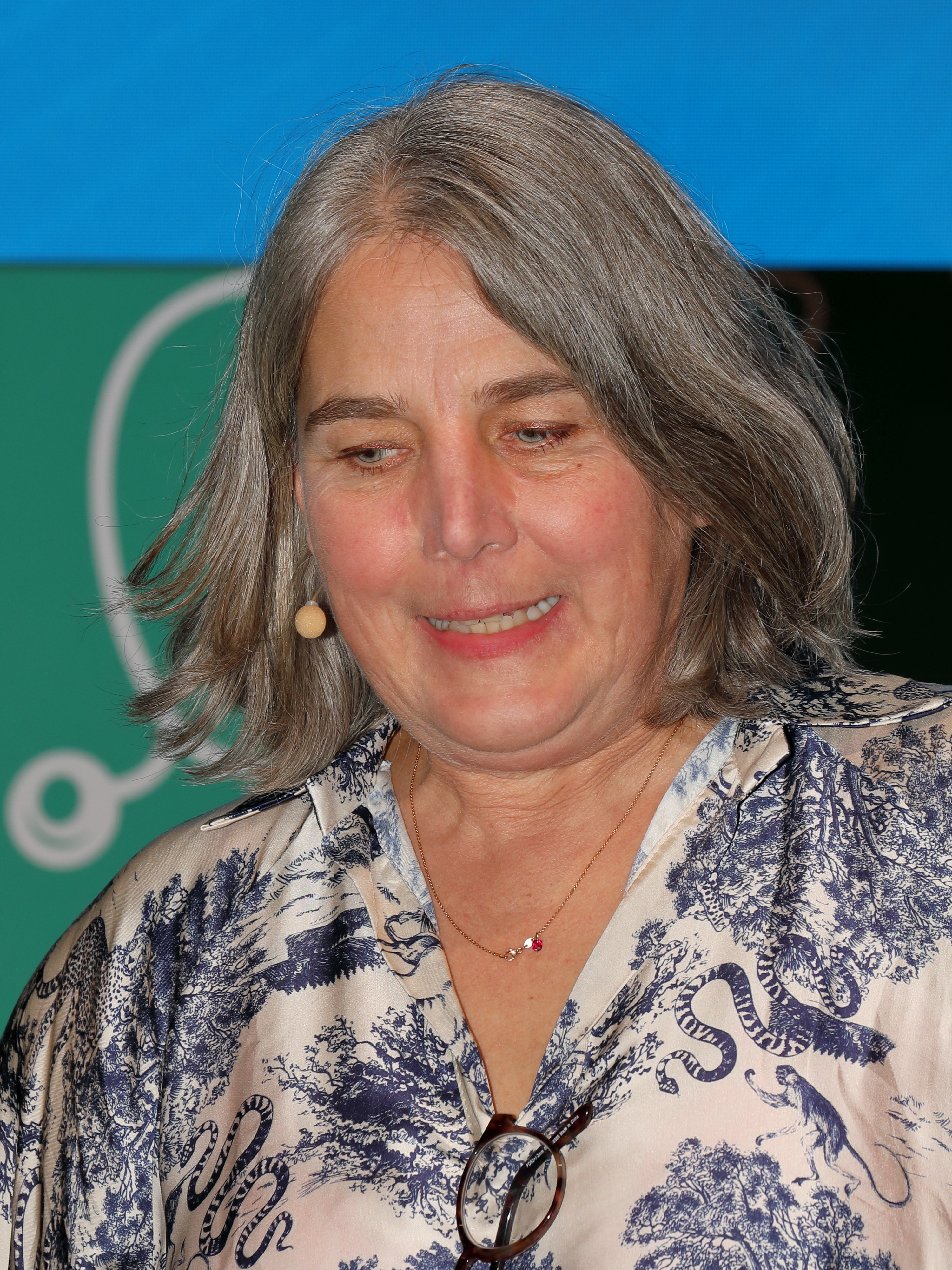
Annette Roeder (2024)

Annette Roeder (* 12. November 1968 in München) ist eine deutsche Illustratorin und Kinderbuchautorin.

## Leben
Roeder studierte nach dem Abitur Architektur. Um 2000 begann sie mit der Illustration von Büchern. Darunter befinden sich mehrere Kunst-Malbücher, etwa zu Leonardo da Vinci, Marc Chagall oder Edgar Degas. Bei diesen handelt es sich um Aus- und Weitermalbücher – insbesondere für Kinder –, die sich auch zum Basteln und Tüfteln eignen. Darüber hinaus illustrierte sie Bilderbücher, etwa Eine Frau für Müller Max von Sandra Grimm oder Die Abenteuerreise ins ABC-Land von Elisabeth Zöller. In der Reihe Kunst für Kids gestaltete und verfasste sie die beiden Bände 13 Bauwerke, die du kennen solltest und 13 Burgen und Schlösser, die du kennen solltest.
Seit 2010 ist sie verstärkt als Autorin hervorgetreten. Sie verfasste eine Buchreihe unter dem Motto Meine nicht ganz normale Familie. Dazu zählen die beiden Titel Ferien im Schrank und Orang-Utans klaut man nicht. Seit 2014 erscheint ihre Buchreihe Die Krumpflinge, die mittlerweile elf Bände und einen Sonderband umfasst und sich an Erstleser richtet. Zuletzt schrieb sie die mehrbändigen Abenteuer um die Rosa Räuberprinzessin, die Hetty-Flattermaus-Reihe und die skurrile Freundschaftsgeschichte Bone Buddies. Viele ihrer Veröffentlichungen liegen als Hörbücher vor.
Roeder lebt mit ihren drei Kindern im Süden von München.

## Auszeichnungen
- 2011 Kalbacher Klapperschlange[2] für Ferien im Schrank.

## Publikationen (Auswahl)
- Anton mit dem roten Schal; München: Prestel, 2000
- Der König und sein Schloss; München: Prestel, 2001
- Das Wunderknäuel; Leipzig: Leiv, 2002
- Karlis bunte Stühle; Leipzig: Leiv, 2002
- Weihnachtsduft erfüllt die Luft; Esslingen: Esslinger Verl. Schreiber, 2003
- Und Papa schenkt mir dann ein Schloss!; Leipzig: LeiV, 2003
- Lina und der dicke Bär; Esslingen: Esslinger, 2003
- Prinzessin Wachtelei mit dem goldenen Herzen; Leipzig: LeiV, 2004
- Lakritz und Gummistiefel; München: Pattloch, 2004
- Da beißt die Maus kein Faden ab; Leipzig: Altberliner, 2005
- Fröhliche Weihnacht überall; München: Pattloch, 2005
- Die Abenteuerreise ins ABC-Land; München: cbj, 2005
- Eine Frau für Müller Max; Münster: Coppenrath, 2006
- Der kleine Igel räumt auf, München: Pattloch, 2006
- Der Sommer, als wir den Esel zähmten, München: cbj, 2015
- Hektor und Oma Mascha. Der Aufräumtag, Köln: Boje-Verlag 2016
- Bone Buddies. Echt nette Skelette, Stuttgart: Thienemann, 2019
- Olaf Hajeks fantastische Früchte, München: Pressten, 2022
- Weck niemals einen Drachen, Hamburg: Edel Kids Books, 2022

### Kunst für Kids (Reihe)
- 13 Bauwerke, die du kennen solltest; München: Prestel, 2008
- 13 Burgen und Schlösser, die du kennen solltest; München: Prestel, 2009

### Kunst-Malbücher (Reihe)
- Sisi; München: Prestel, 2009
- Vincent van Gogh; München: Prestel, 2009
- Matisse; München: Prestel, 2009
- Andy Warhol; München: Prestel, 2009

### Meine nicht ganz normale Familie (Reihe)
- Bd. 1: Ferien im Schrank; Stuttgart: Thienemann Verlag, 2010
- Bd. 2: Orang-Utans klaut man nicht; Stuttgart: Thienemann Verlag, 2011

### Die Krumpflinge (Reihe)
- Bd. 1: Egon zieht ein; München: cbt, 2014
- Bd. 2: Egon wird erwischt!; München: cbt, 2015
- Bd. 3: Egon schwänzt die Schule; München: cbt, 2015
- Bd. 4: Egon taucht ab; München: cbt, 2015
- Bd. 5: Egon rettet die Krumpfburg; München: cbt, 2015
- Bd. 6: Egon wird großer Bruder; München: cbt, 2016
- Bd. 7: Egon wünscht krumpfgute Weihnachten; München: cbt, 2016
- Bd. 8: Egon macht Ferien; München: cbt, 2017
- Bd. 9: Egon spukt in der Schule; München: cbt, 2017
- Bd. 10: Ein Freund wie Egon; München: cbt, 2018
- Bd. 11: Egon feiert Geburtstag; München: cbt, 2018
- Sonderband in der Reihe "Erst ich ein Stück, dann du. Das Original, Bd. 40": Egon und der Schulausflug; München: cbj, 2020

### Rosa Räuberprinzessin (Reihe)
- Bd. 1: Rosa Räuberprinzessin, München: cbj, 2018
- Bd. 2: Rosa Räuberprinzessin und das Törtchengeheimnis, München: cbj, 2019
- Bd. 3: Rosa Räuberprinzessin und der kleine Lügenbaron, München: cbj, 2020
- Bd. 4: Rosa Räuberprinzessin – Tierisch schöne Weihnachten, München: cbj, 2020

### Hetty Flattermaus (Reihe)
- Bd. 1: Hetty Flattermaus fliegt hoch hinaus, münchen: cbj, 2019
- Bd. 2: Hetty Flattermaus rettet die Wiesenwesen, München: cbj, 2020